# 湖田里
湖田里，為台灣台北市北投區之一里，屬於北投之陽明山次分區，也為臺北市境內最北端之里。

## 概述
湖田里為台北市內和北投區內最北側之里，全境位於陽明山國家公園內，與新北市界，與淡水區、三芝區、金山區和台北市士林區相鄰。
湖田里原於民國79年（1990年）併入湖山里。後因幅員遼闊、人口分散各聚落，臺北市政府於民國91年（2002年）9月1日，經臺北市第5期行政區域調整時，再次劃出自成一里，里名以昔日被合併之湖田里為舊稱。里內因盛產花卉、盆栽及高冷蔬菜而聞名；每年12月至翌年5月為「海芋」盛產期，園區觀光農園放眼望去花海一片的海芋田，總是吸引著遊客。也因為觀光農園人潮，帶動了本地餐飲蓬勃發展。

### 里界
湖田里里界東至夢幻湖、七股山、七星山與士林區為界；西至大屯山、中正山與泉源里為界；南至中山樓、遊客中心、光復樓後50公尺、雷隱橋以北300約公尺與湖山里相鄰；北至竹子山、小觀音山、嵩山的山稜線與新北市金山區和三芝區為界。相鄰鄰里有金山區重合里、士林區菁山里、北投區湖山里、北投區泉源里、北投區大屯里、淡水區水源里、三芝區興華里、三芝區店子里和三芝區圓山里。段籍則屬於湖田段一小段、湖田段二小段和湖山段一小段。雙北區界有小部分的頂角段頂角小段和頂角段馬鞍格小段。

## 景點、山峰、步道和設施
- 鹿角坑生態保護區
- 湖慈白岑寺
- 小油坑
- 楓林瀑布
- 七星山
- 大屯山
- 大屯瀑布
- 冷苗步道
- 陽明書屋
- 中央氣象局竹子湖氣象站
- 小觀音山
- 中央氣象局鞍部氣象站
- 箭竹林步道
- 水車寮步道
- 青楓步道
- 頂湖賞花環狀步道
- 頂湖山
- 竹子山
- 中正山
- 七股山
- 夢幻湖

## 交通
湖田里位於台北市內山區地帶，僅有道路和公車服務。

### 公車
| 編號 | 路線起迄               | 經營業者   |
| ---- | ---------------------- | ---------- |
| 小8  | 捷運石牌站－竹子湖     | 大南汽車   |
| 小9  | 捷運北投站－竹子湖     | 大南汽車   |
| 108  | 陽明山國家公園環線     | 大都會客運 |
| 129  | 捷運北投站－竹子湖     | 大南汽車   |
| 1717 | 台北車站－陽明山－金山 | 皇家客運   |

### 道路

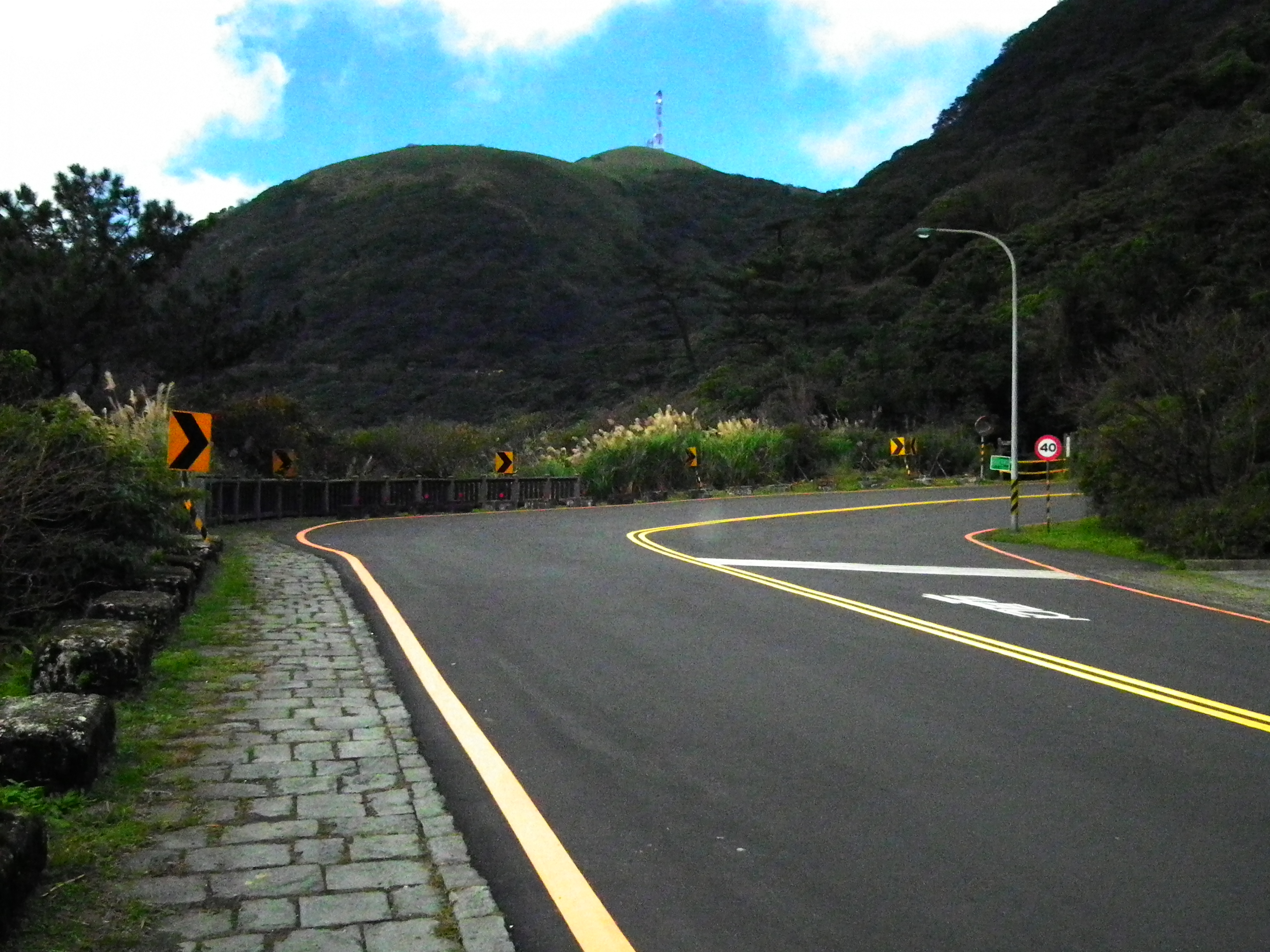
竹子湖路

- 中湖戰備道路中湖戰備道路

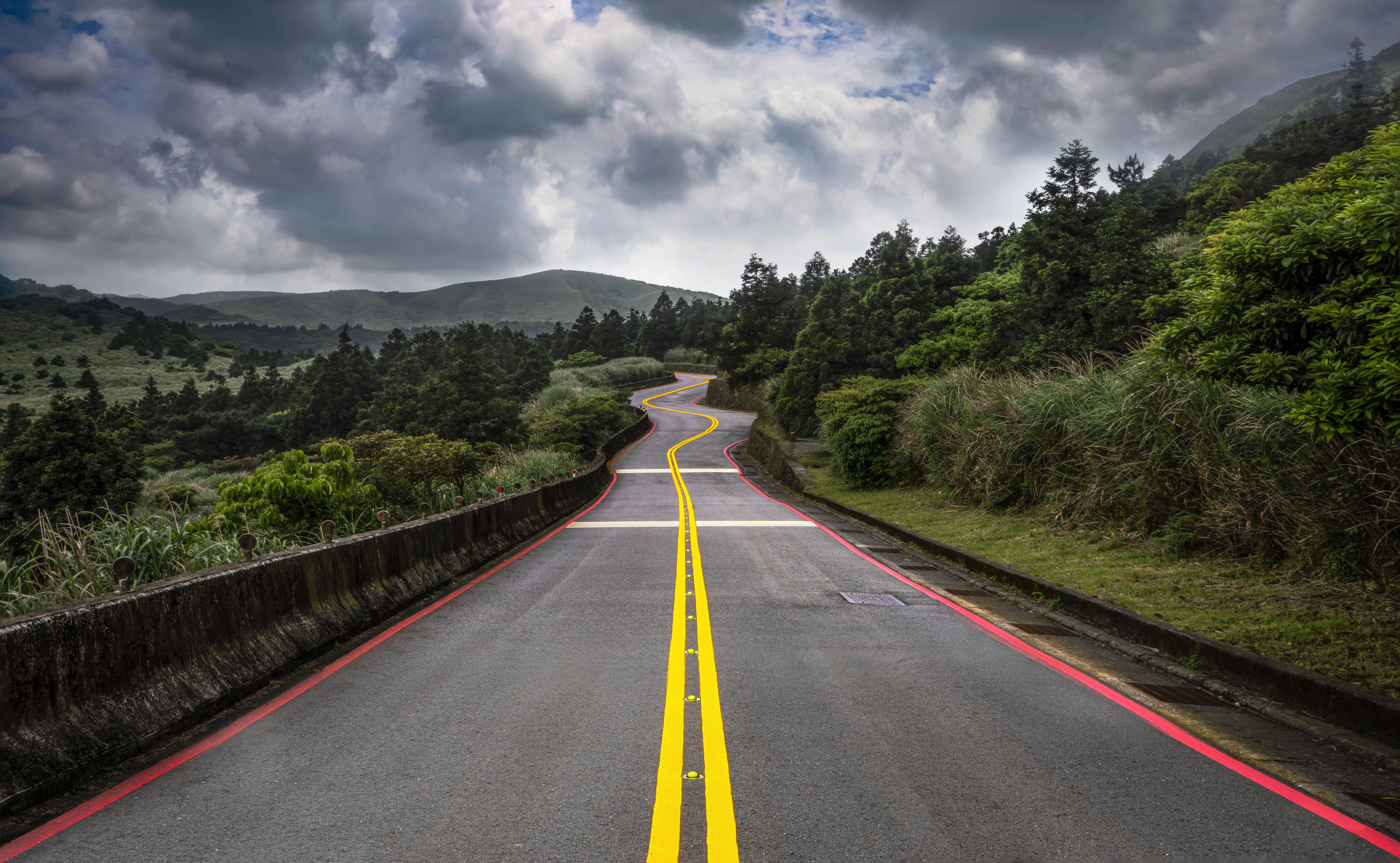
中湖戰備道路

- 竹子湖路（部分道路屬台二甲線）竹子湖路
- 中正山產業道路
- 中興路 (陽明山)
- 百拉卡公路（市道101甲）
- 後山產業道路
- 鹿角坑產業道路
- 馬槽橋

## 里內傳統地名

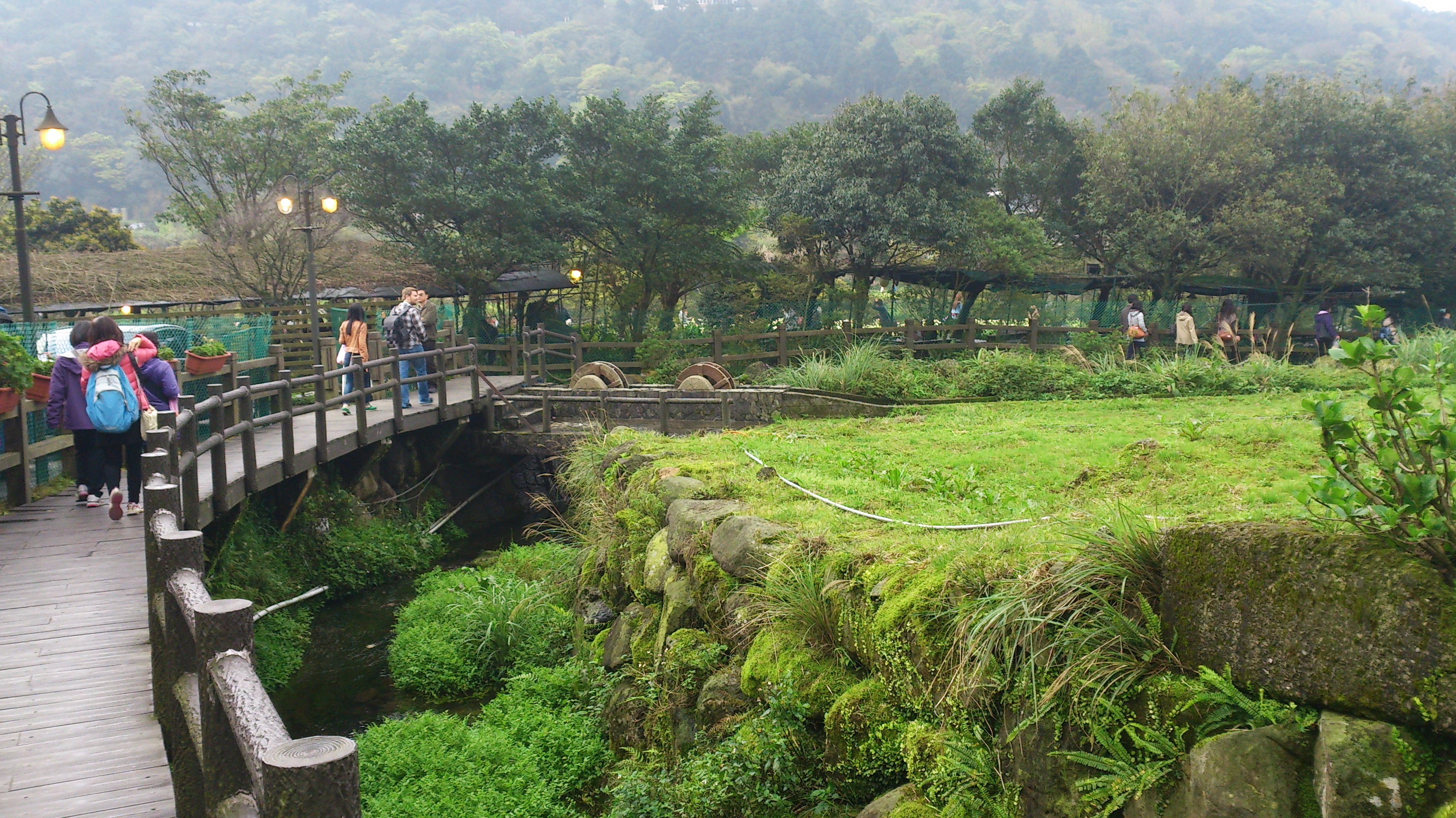
竹子湖

- 鹿角坑（里內東北側）
- 後山 (陽明山)（里內東北側）
- 中湖 (臺北市)（里內東南側）
- 馬槽 (地名)（里內東側）
- 竹子湖（里內主要地區）竹子湖
- 頂湖（竹子湖北側）
- 大屯坪（西側里界）

## 著名居民
- 高烶勇：日治時期保正、北投信用組合（現今之北投區農會）信用評定委員、臺北縣北投鎮湖田里第2屆里長。
- 高墀囿：臺北縣北投鎮湖田里第5屆里長、公職生涯與竹子湖蓬萊米原種田事務所關係密切、竹子湖高經濟花卉作物的引進者及重要推動者。其家族與四名子嗣的生平事蹟被改編為大愛電視劇作品《草山春暉》，於2005年在大愛電視台首播。
- 高銘印：臺北市北投區湖田里第1屆里長、竹子湖地區環狀道路闢建者、竹子湖農耕技術試驗推廣的重要推動者。
- 高銘：日治時期臺北州農事指導員、竹子湖高冷地蔬菜試驗所的設立者。
- 高銘松：硫磺灶設計者。
- 高玄：將海芋改種於旱田、轉型為休閒農業，首先開放遊客自行採摘海芋的花農。
- 曹賜養：臺北市北投區湖田里第2至5屆里長、完成道路柏油鋪設、安設路燈與興設包裝場等公共事務。
- 曹永成：全國十大傑出農家青年、鬱金香專家、首開竹子湖地區販賣各式切花與花材的風氣。
- 曹昌正：現任湖田里里長、積極推動竹子湖地區之休閒產業轉型朝深度生態旅遊發展、爭取梅荷研習中心作為竹子湖蓬萊米原鄉之史料館。
- 白秋波：興建竹子湖書房之建築工頭。
- 白俊：臺北市北投區湖田里第9屆里長、爭取建置竹子湖溪親水步道者。[7]

## 資料來源
1. ↑  . 臺北市鄰里服務網.   [2021-12-19]. （原始内容存档于2021-12-25）.
2. ↑  . 臺北市北投區公所.   [2021-12-19]. （原始内容存档于2021-12-25）.
3. ↑  . 台北市政府. 2015年: 812  [2021-12-19]. （原始内容存档于2019-09-05）.
4. ↑  . 臺北市鄰里服務網.   [2021-12-25]. （原始内容存档于2021-12-25）.
5. ↑  . 臺北市信義區公所.   [2021-12-25]. （原始内容存档于2021-12-25）.
6. ↑  中央研究院人文社會科學研究主題地理研究專題中心臺北市百年歷史地圖-NLSC村里界圖
7. ↑  . 內政部國家公園署. 2011-11.